# Granit rumburski
Granit rumburski – skała magmowa głębinowa (plutoniczna) typu granitu, o budowie zbitej i bezładnej. Struktura od gruboziarnistej do drobnoziarnistej, porfirowa z dużymi kryształami skaleni alkalicznych (sodowo-potasowych).
Składa się głównie z kwarcu, skaleni i łyszczyków. Skalenie reprezentowane są przez skalenie potasowe i plagioklazy, łyszczyki reprezentuje muskowit, serycyt oraz biotyt. Do składników akcesorycznych należą głównie apatyt, tytanit i tlenki żelaza, lokalnie pojawia się cyrkon. W masie podstawowej występuje biotyt, muskowit, kordieryt.  Często obok mlecznych lub jasnoszarych kryształów kwarcu występują kryształy jasnofioletowe lub jasnoniebieskie. Granity rumburskie są skałami magmowymi, w których ślady deformacji tektonicznych zostały w dużej mierze zatarte przez późniejsze procesy prowadzące do ich pegmatytyzacji głównie wskutek rekrystalizacji kwarcu oraz mikroklinizacji.
Granit rumburski powstał w proterozoiku w wyniku granityzacji gnejsów izerskich. Alternatywną teorią jest, że to gnejsy izerskie powstały w wyniku metamorfizmu i tektonicznej przebudowy granitu rumburskiego.
Występuje w postaci soczew tkwiących w gnejsach słojowo-oczkowych, gnejsach drobnoziarnistych oraz gnejsach drobnolaminowanych.
Nazwa granitu pochodzi od czeskiej miejscowości Rumburk w Czechach, położonej w Górach Łużyckich. Poza okolicami Rumburka granit rumburski występuje w południowo-zachodniej Polsce w okolicy Bogatyni i Wigancic Żytawskich oraz w przylegającej części Niemiec (Saksonii).